# フェレンク・カーコ

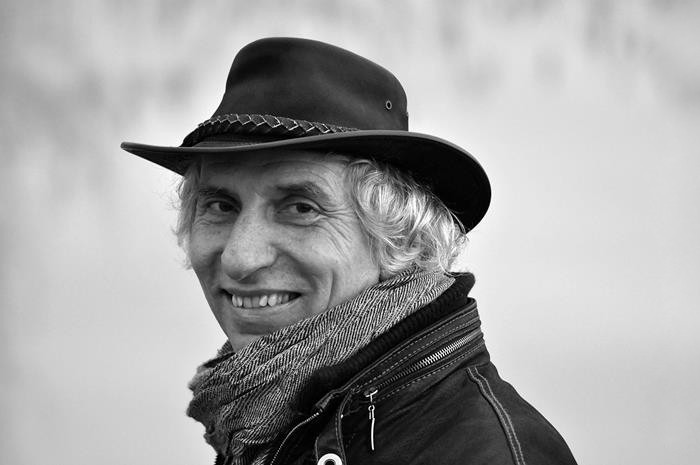
2006年のカーコ

フェレンク・カーコ（Ferenc Cakó 、ハンガリー語表記ではCakó Ferenc（ツァコー・フェレンツ）1950年11月18日 - ）は、ハンガリーのアニメーション作家、サンドアートパフォーマー。ブダペスト出身。

## 人物
ハンガリー芸術大学でグラフィックデザインを学び、卒業後1973年にハンガリー芸術家財団に加入している。ハンガリー国内のＴＶアニメーションシリーズ作品など、多くのクレイアニメーションを制作している。その日、カーコは砂アニメーションも制作するようになる。カーコの砂アニメーション作品は、1983年の第36回カンヌ国際映画祭では短編映画部門でグランプリに選ばれたり、世界最高峰の国際アニメーション映画祭であるフランスのアヌシー国際アニメーション映画祭に入賞したり、ベルリン国際映画祭で金熊賞（グランプリ）を受賞している。1996年には自身のスタジオ、C. A. K. Ó.スタジオを開設している。同年より、サンドアートパフォーマンス活動も開始。サンドアートパフォーマーとしてパイオニアである。カーコが広島国際アニメーション映画祭で来日した際に、フェスティバルディレクターの木下小夜子が、「砂アニメーションをライブパフォーマンスでやってみたらどう？」というアイディアを出したことが発端となり、サンドアートパフォーマンスの歴史がはじまり、カーコは今でも小夜子に感謝していると言っているという逸話があるが、もしこれが本当のことだとしたら、サンドアートパフォーマンスの歴史の始まりに、日本が寄与していることになる。
日本では2004年のNTT西日本のコマーシャル、NHKみんなのうた『古いお城のものがたり』、NHKトリノオリンピック冒頭映像などに使用された。訪日時に、愛知万博でサンドアートのライブパフォーマンスも行った。